# Burn (álbum de Havok)
Burn es el primer álbum grabado por la banda de thrash metal Havok. Fue lanzado el 19 de mayo de 2009 por Candlelight Records. 

## Antecedentes
La grabación de la batería, bajo y guitarra comenzó a mediados de 2008 en el sótano de la casa de la madre de David Sánchez, en Lakewood, Colorado. Tomó aproximadamente seis meses. Las voces se grabaron más tarde en Motaland Studios en Denver con el ingeniero Bart McCrorey, quien también mezcló el álbum. La banda no trabajó con un productor debido a un presupuesto limitado de aproximadamente $ 2,500. 
Halsey Swain proporcionó la portada del álbum después de que una versión anterior del mismo concepto por otro artista fuera rechazada.
El álbum consta de cinco canciones que habían sido lanzadas previamente en varios EP o demos y siete pistas originales del álbum. El bajista Justin Cantrell contribuyó con "Morbid Symmetry" al proceso de composición, pero dejó la banda antes de que comenzara la grabación. Esta pista fue designada como "single" para el álbum, pero nunca se lanzó ningún single real. Jessie De Los Santos lo reemplazó. El baterista Ryan Bloom dejó la banda poco antes de la fecha de lanzamiento del álbum y no fue reemplazado permanentemente hasta 2010. Su crédito en el álbum dice "pistas de batería de Ryan Bloom", y fue el letrista de "Ivory Tower".
El primer videoclip oficial de la banda se realizó para "Morbid Symmetry" en 2009. El video fue filmado en The Marquis Theatre en Denver frente a una multitud en vivo. El video presenta la misma alineación que el álbum. Las imágenes incluyen tomas sacadas del rendimiento real y de la prueba de sonido más temprano en el día.

## Lista de canciones
| N.º | Título                 | Música                                          | Duración |  |
| 1.  | «Wreckquiem»           | Sánchez                                         | 01:37    |  |
| 2.  | «The Root of Evil»     | Chavez, Sánchez                                 | 05:35    |  |
| 3.  | «Path to Nowhere»      | Bloom, Chavez, Sánchez, De Los Santos           | 03:41    |  |
| 4.  | «Morbid Symmetry»      | Bloom, Chavez, Sánchez, De Los Santos, Cantrell | 04:55    |  |
| 5.  | «Identity Theft»       | Chavez, Sánchez                                 | 04:42    |  |
| 6.  | «The Disease»          | Chavez, Sánchez                                 | 04:26    |  |
| 7.  | «Scabs of Trust»       | Bloom, Chavez, Sánchez, De Los Santos           | 04:46    |  |
| 8.  | «Ivory Tower»          | Bloom, Chavez, Sánchez, De Los Santos           | 03:48    |  |
| 9.  | «To Hell»              | Chavez, Sánchez                                 | 04:10    |  |
| 10. | «Category of the Dead» | Chavez, Sánchez                                 | 05:35    |  |
| 11. | «Melting the Mountain» | Bloom, Chavez, Sánchez, De Los Santos           | 02:42    |  |
| 12. | «Afterburner»          | Bloom, Chavez, Sánchez, De Los Santos           | 03:25    |  |

## Integrantes
- David Sánchez – Voz y guitarra
- Shawn Chavez – Guitarra y voz
- Jesse De Los Santos – Bajo y voz
- Ryan Alexander Bloom – Batería